# Katarzyna Surmacka
Katarzyna Surmacka (ur. 9 września 1973 w Radomiu) – polska lekkoatletka, medalistka mistrzostw Polski, reprezentantka Polski.

## Kariera sportowa
Była zawodniczką Skry Warszawa i od 1994 AZS-AWF Gdańsk. Na mistrzostwach Polski seniorów na otwartym stadionie wywalczyła dwa medale w sztafecie 4 x 100 m – srebrny w 1993 i brązowy w 1991.
W 1991 wystąpiła na mistrzostwach Europy juniorów, gdzie zajęła 5. miejsce sztafecie 4 x 100 m, a w biegu na 100 m odpadła w eliminacjach. W tym samym roku reprezentowała Polskę na zawodach finału Pucharu Europy, zajmując 6. miejsce w sztafecie 4 x 100 m.